# Confederació celtibèrica
La confederació celtibèrica era una federació tribal formada cap a mitjans del segle III aC, pels arevaci, lusos, Belli i Titii, amb la ciutat arevaciana de Numància, com la seu de capital federal.

## Antecedents
La primera incursió romana al cor celtibèric es va produir cap a l'any 195 aC sota el cònsol Cató el Vell, que va atacar sense èxit les ciutats de Seguntia Celtiberorum i Numància, on suposadament va pronunciar un discurs als numantins.
Durant la Segona Guerra Púnica, la confederació es va mantenir neutral, encara que s'esmenten mercenaris celtibers lluitant per ambdós bàndols en diverses ocasions.
A la caiguda de Numància el 134-133 aC, els romans van dissoldre per la força la confederació celtibèrica i van permetre que els Pellendons i Uraci recuperessin la seva independència dels Arevaci, que ara estaven tècnicament sotmesos i absorbits a la província Hispània Citerior.